# 哈利姆镇战役
哈利姆镇战役是叙利亚内战期间叙利亚自由军与叙利亚政府军在哈利姆（Harem）镇的一场军事冲突，发生于2012年10月17日至12月25日。

## 战役经过
9月2日，反对派武装第一次对该镇发动进攻，战斗还在次日持续了一整天。之后，反对派武装控制了通往该镇的7条道路中的6条，还击毙了一名亲政府民兵组织的指挥官。反对派武装还焚毁了镇内数十间被怀疑是民兵组织成员的住所，作为对这些民兵焚毁反对派控制的村庄内房屋的报复。
10月17日，反对派武装发动攻势试图夺取哈利姆镇，该镇控制了一条通往阿勒颇市的重要公路。哈利姆镇也被视为一条可以被反对派利用的通往土耳其的补给线路。
在10月末，4000名平民和亲政府民兵一道躲进一处旧的城堡寻求庇护。这些人很害怕如果反对派武装开始炮轰城堡的话里面的人将会面临一场大屠杀。
数十名政府军傷兵因缺乏补给导致伤势失救而死，而反对派傷兵則被救护车运往土耳其接受治疗。
反对派武装对当地的安全部门指挥部发动了一场进攻，安全部队得到了来自Salqeen的政府军增援，擊退了進攻。反对派武装被迫撤到小镇外围，同時仍佔據镇内小部分地方。有数十人包括平民在內於战斗中丧生。在战斗中，政府军的苏-22战斗轰炸机空襲反对派據點，取得了80%的命中率。
11月2日，据报道政府军对哈利姆镇发动了一系列空袭，导致70人丧生。
一段由路透社记者拍摄的视频显示反对派武装在镇内一处尘土飞扬的小巷枪杀了一名没有武器的男子。反对派宣称此人是政府军军官，但即使是如反对派所说的那样，这段视频也证明了冲突双方都犯下了战争罪行。路透社记者还看到有四名身着制服的士兵的尸体排列在一处花园内。这些人都是头部中枪的。此外，在镇内反对派武装手上还有数十名俘虏。至少有一名武装分子声称反对派指挥官下达的“公平对待战俘”的命令不过是为了掩盖杀戮战俘的行为。
11月4日，据报道反对派武装控制了小镇的中心地带，而战斗在古堡还在进行。
11月5日，叙利亚空军的战机攻击了哈利姆镇周边的反对派武装阵地，导致20名反对派武装丧生，其中包括高级指挥官Basil Eissa。作为对空袭的报复，反对派武装炮轰了al-Tarem街区，该街区被视为亲政府势力的一处重镇。
12月24日，反对派武装完全控制了哈利姆镇。古堡内残存的30名政府军向反对派投降。
在小镇被反对派夺取之后，该镇遭到了政府军持续数月的空袭。